# کانتون هرزگوین غربی
استان هرزگوین غربی (به لاتین: West Herzegovina Canton) یک استان در بوسنی و هرزگوین است که در فدراسیون بوسنی و هرزگوین واقع شده‌است.
مساحت این استان ۱۳۶۲ کیلومتر مربع و جمعیت آن در سال ۲۰۱۳ میلادی ۹۷٬۸۹۳ نفر بوده است.